# Thalamita dakini
Thalamita dakini är en kräftdjursart som beskrevs av Montgomerey 1931. Thalamita dakini ingår i släktet Thalamita och familjen simkrabbor. Inga underarter finns listade i Catalogue of Life.